# Jose Pando
Jose Pando, bolivijski general, * 27. december 1850, † 17. junij 1917.
Bil je predsednik Bolivije med letoma 1899 in 1904.